# Супермен
Супермен је измишљени лик који важи за најпознатијег и најпопуларнијег суперхероја свих времена. Његови творци су канадски цртач Џозеф Шустер (Joseph Shuster) и амерички сценариста Џером Сигел (Jerome Siegel). Супермен је настао 1932. за време Шустеровог и Сигеловог одрастања у Кливленду, Охајо. Права на лик откупио је стрип издавачи Detective Comics Inc, познатији као DC. Супермен се први пут појавио у јуну 1938. у часопису Action Comics #1, а потом је доспео у све медије (радио, телевизију, филм и новине). Један је од најмаркантнијих супер-хероја и икона популарне културе. Данас се његове авантуре објављују у великом броју стрип-часописа.
У првој епизоди стрипа читалац дознаје да је Супермен рођен као Кал-Ел на планети Криптон. Његов отац, научник Џор-Ел, као бебу га шаље ракетом на Земљу и то неколико минута пре уништења Криптона. Бебу је пронашао средовечни брачни пар Кентових и усвојио је. Одрастајући, дечак почиње схватати да поседује надљудске моћи које је почео да користи у корист човечанства. У свакодневном животу Супермен се крије иза лика доброћудног шепртље Кларка Кента, новинара листа Дејли стар (касније Дејли планет). Кларкова партнерка је новинарка Лоис Лејн, његова велика, али тајна љубав са којом ће се касније и оженити.
Суперменови надимци су Човек од челика, Човек сутрашњице, Криптонов последњи син и Метрополисов омиљени син.

## Историја лика
Прича о Суперменовом пореклу слична је другим културним херојима и религијским фигурама попут Исуса, Мојсија, Гилгамеша, Самсона или Кришне, који су као бебе отпослати са места на коме су били у опасности. Како било, чињенице о његовим коренима, као и везама и способностима, значајно су се мењале током времена. Уредници и сценаристи користили су процес ретроактивног континуитета, тзв. retcon, како би усагласили измене у популарној култури, одстранили ограничавајуће сегменте митова и направили савремену причу. Те измене су направљене како би учврстили изворне елементе које Супермена чине савременом иконом.

### Златно доба
Као што је приказано у оригиналним стриповима Златног доба — укључујући Action Comics #1 (1938), Superman #1 (1939) и Superman #61 (1949), као и каснијим причама попут Secret Origins #1 (1986) — угледни научник Џор-Ел открио је да ће његова планета Криптон експлодирати, али није успео да у то убеди и остале Криптонце. Ипак, успева да направи свемирски брод како би спасао свог тек рођеног сина — Кал-Ела. Брод узлеће неколико тренутака пре уништења планете, а мали Кал-Ел слеће на Земљу у мали фармерски градић (касније познат као Смолвил), негде за време Првог светског рата. Кентови (тада познати под именима Џон и Мери), возачи који су присуствовали слетању, однели су новорођенче у сиротиште и убрзо се вратили да га усвоје, назвавши га Кларк. У својој новели из 1942, Џорџ Лаудер променио је имена Jor-L, Kal-L, и Lora (Суперменова биолошка мајка) у модернија Jor-El, Kal-El, и Lara (код прва два разлика је само у енглеском правопису).
Кларк је растао на породичној фарми Кентових, полако откривајући да поседује разне супермоћи, али несвестан свог криптонског порекла. Након смрти својих родитеља Кларк одлучује да употреби своје моћи за добробит човечанства, прави стилизовани костим и сели се у Метрополис. Кларк почиње да ради као новинар листа Дејли Планет и убрзо се открива свету као први суперхерој — Супермен.
Суперменове моћи развијају се током четрдесетих година, укључујући огромни пораст у снази и могућност летења — ранији стрипови су му само давали могућност скока до осмине миље. У стрипу Superman #61 из 1949. године, Супермен коначно сазнаје за постојање Криптона. Истих година постаје и уважени члан Америчке лиге правде, иако се у причама из Златног доба појављује само два пута (All Star Comics #8 и #36).
Почевши од четрдесетих па надаље постепено се почиње са приказивањем Суперменовог детињства. Прва прича о Супербоју појављује се у More Fun Comics #101 у фебруару 1945. године. Место збивања је још увек непознато, мада је наговештено да је у близини Метрополиса, а Кентови још увек немају имена. Није установљено да Супербој живи у Смолвилу све до Superboy #2 из маја 1949. године, а имена његових родитеља — Џонатан и Марта Кент, нису дата све до Superboy #12 из јануара 1951. — дванаест година након првог појављивања у Action Comics #1.
Остале промене у вези са Суперменом настају као последица појављивања у другим медијима, укључујући радио и новински стрип. Дејли Стар постаје Дејли Планит — вероватно због тога што су новине са истим именом већ постојале — а Пери Вајт замењује оригиналног уредника Џорџа Тејлора у првој епизоди радио-серијала, а убрзо им се прикључује и фотограф Џими Олсен.

### Сребрно доба
Током четрдесетих и педесетих година, миту о Супермену постепено су додавани данас добро познати елементи, који су и званично установљени крајем педесетих. Ово укључује значајније истицање научно-фантастичних елемената, укључујући његово криптонско порекло, као и дорађену верзију приче о његовом пореклу.
У верзији која је настала почетком шездесетих (са незаборавним сижеом на почетку сваке епизоде телевизијске серије „Суперменове авантуре")